# PERFECT SEAMO
『PERFECT SEAMO』（パーフェクト・シーモ）は、SEAMOの2枚目のベストアルバム。

## 解説
- 全てのシングル曲に加え、アルバムのリードトラック曲や人気楽曲、代表曲「マタアイマショウ」のアザーヴァージョンも収録したデビュー15周年記念オールタイムベストアルバム。
- 初回生産限定盤には「マタアイマショウ」の15周年記念MV、15周年を記念して製作されたドキュメンタリー映画「もしもあの時"if"」のディレクターズカット版、「NAGOWeeEEN SUMMIT2019」でのライブ映像を収録したDVD、撮りおろしブックレット、「Wave Your SEAMO TOUR」のバックステージ応募券が封入された。

## 収録曲

### DICS-1
1. ルパン・ザ・ファイヤー
5thシングル
2. ON & 恩 / SEAMO×Crystal Boy×KURO×SOCKS
配信EP『ON & 恩 & 音』及び8thアルバム『Moshi Moseamo?』収録。
3. Fly Away
7thシングル
4. 汚れた翼で
17thシングル
5. 軌跡
8thシングル
6. テノヒラ
9thアルバム『Glory』収録。
7. Honey Honey
2ndシングルのカップリング。
8. 君に1日1回「好き」と言う
16thシングル
9. Cry Baby
6thシングル
10. 海へいこう
14thシングル
11. クリスマス大作戦 feat. 紗羅マリー
コラボミニアルバム『5♥WOMEN』収録。
12. a love story / SEAMO with BENNIE K
3rdシングル。
13. 不景気なんてぶっとばせ!!
12thシングルの2曲目。
14. 天狗〜祭りのテーマ〜
1stシングルのカップリング。
15. リアルありがとう
配信EP『ON & 恩 & 音』及び8thアルバム『Moshi Moseamo?』収録。
16. マタアイマショウ
4thシングル

### DICS-2
1. 関白
1stシングル
2. マタアイマショウ Hybrid Mixture Remix
4thシングルのアザーヴァージョン。
3. ROCK THIS WAY / SEAMO×SPYAIR
18thシングル
4. Lost Boy
13thシングルの2曲目。
5. My ANSWER
12thシングルの1曲目。
6. MOTHER
9thシングル
7. with you
8thアルバム『Moshi Moseamo?』収録。
8. 心の声 feat. AZU
2ndアルバム『Live Goes On』収録。
9. 約束
15thシングル
10. From Now
3rdアルバム『Round About』収録。
11. 終わりと始まり
13thシングルの1曲目。
12. Glory / SEAMO×Crystal Boy×KURO×SOCKS×Ms.OOJA
9thアルバム『Glory』収録。
13. Hey Boy, Hey Girl feat. BoA
3rdアルバム『Round About』収録。
14. DRIVE
2ndシングル
15. SUNRISE
配信EP『ON & 恩 & 音』及び8thアルバム『Moshi Moseamo?』収録。
16. ONE LIFE
ミニアルバム『ONE LIFE』収録。
17. Continue
11thシングル

### 初回限定盤DVD
1. マタアイマショウ 15th Anniversary ver.
2. SEAMO 15th Anniversary Movie「もしもあの時"if"」Director's Edit ver.
3. 「未完の大器」 from NAGOWeeEEN SUMMIT 2019
4. 「Continue」 from NAGOWeeEEN SUMMIT 2019